# Heiligenhaus (Nadrenia Północna-Westfalia)
Heiligenhaus – miasto w Niemczech, w kraju związkowym Nadrenia Północna-Westfalia, w rejencji Düsseldorf, w powiecie Mettmann. W 2010 roku liczyło 26 659 mieszkańców.

## Współpraca
Miejscowości partnerskie:
- Basildon, Anglia
- Mansfield, Anglia
- Meaux, Francja
- Zwönitz, Saksonia